# Marcel Vervloesem
Marcel Vervloesem, né le 7 octobre 1952 et mort le 22 janvier 2018, était un Belge, militant autoproclamé contre les réseaux pédophiles, mais lui-même pédocriminel. 
Condamné à plusieurs reprises et pour divers motifs entre 1979 et 1986, notamment pour agression sexuelle sur mineur, Vervloesem est connu pour s'être présenté comme un « chasseur de pédophiles » en 1998, avant d'être reconnu lui-même coupable en 2008 d'abus sexuels sur mineurs, diffusion de matériel pédopornographique et escroquerie. 

## La «piste de Zandvoort»
Le 29 juin 1998, le Néerlandais Gerrit Ulrich est assassiné près de Pise par Robby Van Der Plancken. Dans l'appartement d'Ulrich, situé à Zandvoort, la police néerlandaise trouve un CD-ROM contenant 8 500 photos pédophiles. Des ordinateurs sont également découverts, utilisés pour un service BBS commercial diffusant des images pédophiles baptisé « Apollo » (c'est également le nom d'un voilier que possédait Gerrit Ulrich). Le 14 juillet 1998, l'émission Nova de Nederland 2 révèle l'existence du service BBS « Apollo ». 
Marcel Vervloesem déclare être en possession d'un CD-ROM contenant les images utilisées par le service Apollo. Il prétend que Gerrit Ulrich lui a donné le CD-ROM avant d'être assassiné. La justice néerlandaise lui réclame des informations, mais Vervloesem refuse de collaborer car il « doute de sa volonté de démanteler les grands réseaux pédophiles ».
Le 21 juillet 1998, la police belge perquisitionne au domicile de Vervloesem, à la demande de la police néerlandaise. Le lendemain, Vervloesem annonce lors d'une conférence de presse avoir remis le matériel à la police. Vervloesem prétend avoir exposé l'affaire grâce à son groupe de travail, créé en 1988 selon son propre site internet, qu'il appelle le Werkgroep Morkhoven ou groupe de travail Morkhoven, du nom du village belge où il réside. 
En septembre 1998, l'émission Faits Divers diffusée sur la RTBF parle de « L'affaire Zandvoort ». Le journal britannique The Independent consacre un article à l'affaire, concluant que Marcel Vervloesem usurpe son rôle de héros.

### Enquête judiciaire
La police néerlandaise identifie 472 portraits de mineurs sur le cédérom, dont une grande partie sont des images anciennes, certaines vieilles de plus de dix ans et ayant déjà été vues sur des « compilations » réalisées et diffusées par des pédophiles. L'enquête conclut en avril 1999 que « la présumée filière Zandvoort » est « une piste vaine » et qu'au-delà de la consommation avérée de pédopornographie par Gerrit Ulrich, il n'existe « aucune preuve directe de la production de pédopornographie à Zandvoort ».
Le 18 novembre 1999, un tribunal de Pise condamne Robby Van Der Plancken à 15 ans de prison pour le meurtre de Gerrit Ulrich.

### Thèse de réseaux pédophiles
Vervloesem soutient une thèse selon laquelle il existe plusieurs réseaux d'exploitation d'enfants visant à produire des contenus pédophiles. A la même époque, l'affaire du témoin X1 est amalgamée avec l'affaire de Zandvoort pour avancer la thèse de l'existence de réseaux pédophiles organisés. 
En février 2000, Serge Garde publie un article dans le journal L'Humanité à partir du fichier établi par la police néerlandaise. Il coécrit un livre consacré aux réseaux pédophiles et intitulé Livre de la honte avec Laurence Beneux, journaliste au Figaro. En mars 2000 est diffusé en France le reportage télévisé Viols d'enfants : la fin du silence ?[pertinence contestée]
En avril 2003, le parquet des mineurs de Paris prononce un non-lieu sur l'affaire des cédéroms pédocriminels de Zandvoort.
En 2009, Marcel Vervloesem reçoit le soutien de Stan Maillaud dans l'affaire de Zandvoort. 
Le 26 mai 2010, le film Le Fichier de la honte, les Faits Karl Zéro de Karl Zéro et Serge Garde (3e œil productions), qui reprend la thèse du réseau pédophile à Zandvoort, est diffusé sur la chaîne 13e rue. Karl Zéro invite ensuite Serge Garde dans son l'émission Les Faits Karl Zéro.

## Condamnations
Marcel Vervloesem est condamné en novembre 1979 à Anvers pour agression criminelle sur mineur, puis pour divers autres chefs en 1982, 1985 et 1986. 
En 2008, il est reconnu coupable d'abus sexuels sur mineurs, diffusion de matériel pédopornographique et escroquerie et condamné à quatre ans de prison,. Il est libéré sous conditions en mai 2010.
En janvier 2012, il est de nouveau inculpé pour avoir agressé sexuellement son neveu. Le 16 mai 2012, la chambre des mises en accusation d'Anvers décide de le libérer avec une interdiction d'entrer en contact avec des mineurs ainsi qu'avec les médias. Il est acquitté en décembre 2014 par la cour d'appel.
Atteint d'une forme grave de diabète, cardiaque, atteint d'insuffisance rénale et amputé d'un pied, il part vivre chez sa fille à Herenthout,. Il y meurt le 22 janvier 2018 à l'âge de 65 ans.